# Lolcat

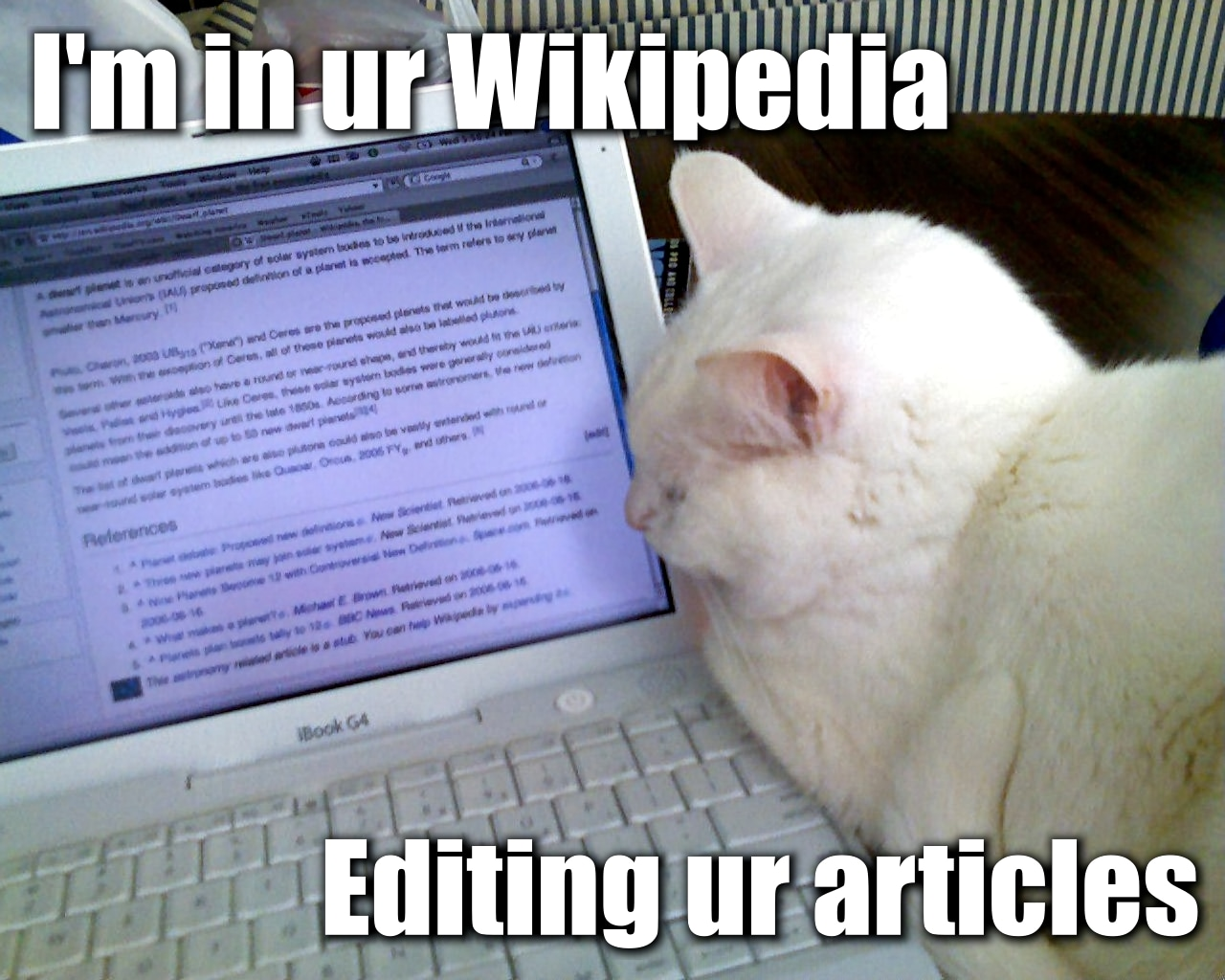
«Я в твайей Википедии, правлю твайи статьи»

Lolcat (от LOL и англ. cat — кот) — интернет-мем, фотография кота или кошки, подписанная каким-либо текстом юмористического характера. Часто в подпись осознанно вносят грубые грамматические и орфографические ошибки.

## История
Многие картинки начали циркулировать в Интернете с 2005 года, в том числе и на знаменитом имиджборде 4chan, где по субко́там (в рубрике «caturday», от англ. cat «кот» и англ. Saturday «суббота») выкладывались смешные фотографии кошек. Широкой популярности мем добился в начале 2007 года, когда сайт icanhascheezburger.com начал регулярно публиковать подобные картинки. Тема была широко освещена в англоязычной прессе (см. ссылки), встречается и в русскоязычной.
Адам Линдси (Adam Lindsay), учёный Ланкастерского университета, опубликовал в 2007 году интерпретатор эзотерического языка программирования LOLCODE, чей синтаксис основывается на многочисленных фразах с картинок «лолкотов».

## Стиль
Фотография кошки чаще всего сопровождается подписью большими белыми буквами шрифтом без засечек (то есть sans-serif). Подпись используется как комментарий к некой ситуации на фотографии.
Распространённые формы:
- I’m in ur <место>, <глагол> ur <предмет>, например I’m in ur Wikipedia, editing ur articles («Йа ф твайей Википедии, миняю твайи стотьи»). Основывается на фразе «I’m in ur base, killing ur doodz» («I am in your base killing your d00ds» — «Йа на твайей базе мачу твайих чувакофф»), произошедшей из жаргона стратегических игр.
- I can has <предмет> («магу ли я палучить»), например I can has cheezburger? («Мона мне чизбургир?»)
- <Тема>. U r doin it rong (<Тема> Ти делаиш эта ниправильна.)
- I made you a <предмет>, but they <глагол> it, например I maded u a picsher, but they deleted it («Я зделал тибе кортинку, но они стёрли её»). Предположительно произошли от фотографии котёнка, с виноватым видом стоящего на задних лапах, сопровождавшейся текстом «I made you a cookie. But I eated it»[4] («Я сделал тебе пиченьку. Но потом её съел»)
- Invisible <предмет> («невидимый предмет»), например Invisible bike или Invisible sandwich. Обычно добавляется к картинке с фотографией кота в неестественной позе, как будто он держит какой-то предмет (например, сэндвич).